# Gottfried Leuckfeld
Gottfried Leuckfeld (* 31. Januar 1874 in Kaulsdorf (Saale); † 18. November 1944 in Hamburg) war ein deutscher Wirtschaftsfunktionär.

## Leben
Leuckfeld ist der Sohn eines Pastors. Er legte 1893 das Abitur ab und studierte zunächst Theologie in Halle a.S. und Greifswald, bevor er zur Nationalökonomie wechselte. In diesem Fach wurde er im Jahr 1900 an der Universität Halle a.S. promoviert. Anschließend arbeitete er als wissenschaftlicher Assistent beim Handelsvertragsverein in Berlin. 1901 wechselte er zum Deutschen Handelstag, wo er zeitweilig als Schriftleiter der Zeitschrift „Handel und Gewerbe“ arbeitete. Ab 1907 arbeitete Leuckfeld für die Hamburger Handelskammer. Im Ersten Weltkrieg kümmerte er sich hier um die Warenbeschaffung und Versorgung der Bevölkerung. Nach Kriegsende war er stellvertretender Demobilmachungskommissar.
In der Weimarer Republik war Leuckfeld neben seiner Tätigkeit für die Hamburger Handelskammer im Arbeitgeberverband der chemischen Industrie und im Verband des Hamburger Einzelhandels aktiv. Er war auch in die Einrichtung der ersten Rundfunksendestation in Hamburg eingebunden. Leuckfeld war Mitbegründer des Hamburger Übersee-Clubs.
In der NS-Zeit behielt Leuckfeld seine Stellung, war jedoch selbst nie Mitglied der NSDAP. Er war aber förderndes Mitglied der SS, Mitglied in der Nationalsozialistischen Volkswohlfahrt (NSV) und im Reichsbund der deutschen Beamten. Leuckfeld wusste über sog. „Arisierungen“ in Hamburg sowie in Böhmen und Mähren Bescheid und fertigte entsprechende Listen an. Ebenso arbeitete er am Boykott jüdischer Unternehmerinnen und Unternehmer in Hamburg mit. Obwohl er offiziell seit 1939 pensioniert war, war Leuckfeld bis zu seinem Tod weiterhin als kommissarischer Hauptgeschäftsführer in der IHK tätig.
Leuckfeld war seit 1902 verheiratet.

## Veröffentlichungen (Auswahl)
- Die Entwickelung des Lebensversicherungswesens in Deutschland. Mittler, Halle a.S. 1901 (Zugl.: Halle, Univ., Phil. Diss., 1901).
- Sozialpolitik in Theorie und Praxis: Vortrag, gehalten am 29. Januar 1909 im Wirtschaftlichen Schutzverband Hamburg. Persiehl, Hamburg 1909.
- (Hrsg.): Hamburgisches Börsen-Handbuch. 8., umgearb. Aufl. Meissner, Hamburg 1910; 9. Aufl. 1922; 10. Aufl. 1927.
- Universität oder Kolonial- und Übersee-Institut?. Hermann’s Erben, Hamburg 1913.
- Die künftige Zoll- und Handelspolitik Deutschlands. Liebheit & Thiesen, Berlin 1923.
- Hamburg im Dienste der Weltwirtschaft. In: L. Wendemuth u. Walter Böttcher: Der Hafen von Hamburg. Meissner & Christiansen, Hamburg 1930.
- 100 Jahre Hamburger Börse: zum 2. Dezember 1941. In: Deutschland: mehrsprachige illustrierte Zeitschrift für Wirtschaft, Aufbau und Kultur. Bd. 9 (1941), Heft 3, S. 20–29.